# Gary McCormack
Gary McCormack (...) è un bassista britannico.
È stato membro del gruppo Hardcore Punk The Exploited dal 1980 al 1983.
Ha contribuito alla registrazione degli album Punk's Not Dead e Troops of Tomorrow

## Discografia

### In studio con gli Exploited
| Data | Titolo             | Etichetta      |
| 1981 | Punk's Not Dead    | Secret Records |
| 1982 | Troops of Tomorrow | Secret Records |

### Raccolte
| Data | Titolo                                                             | Etichetta          |
| 1984 | Totally Exploited                                                  | Taang Records      |
| 1992 | Apocalypse '77                                                     | Relativity Records |
| 1992 | Don't Forget the Chaos                                             | Cleopatra Records  |
| 1993 | Singles Collection                                                 |                    |
| 2001 | Punk Singles & Rarities 1980-83                                    | Capitain Oi!       |
| 2002 | Dead Cities                                                        | Harry May Records  |
| 2004 | The Best of The Exploited - Twenty Five Years of Anarchy and Chaos | Secret Records     |